# Franz Anton Mesmer
Franz (Friedrich) Anton Mesmer (1734 - 1815) a fost medic german, fondatorul teoriei pseudoștiințifice a magnetismului animal, numit ulterior mesmerism. Ideile și conceptele sale l-au condus pe James Braid (1795 - 1860) la efectuarea studiilor științifice asupra hipnozei.

## Biografie

### Origini familiale
S-a născut în satul Iznang de pe țărmul Lacului Constanța din Suabia, Germania, unde tatăl său Anton Mesmer  era proprietar silvic în slujba episcopului-principe de  Constanța.